# Kosegartensiedlung

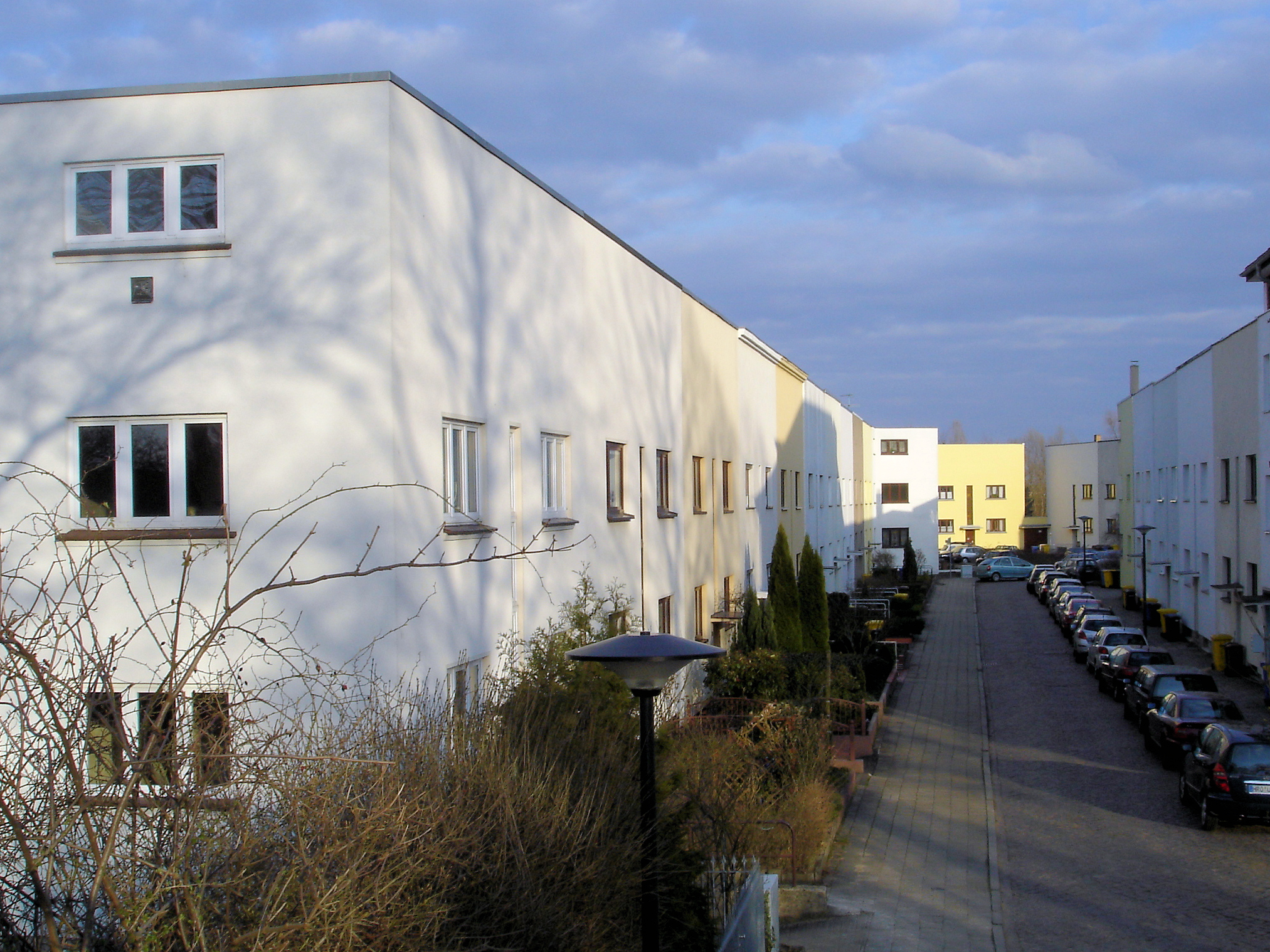
Blick von Westen

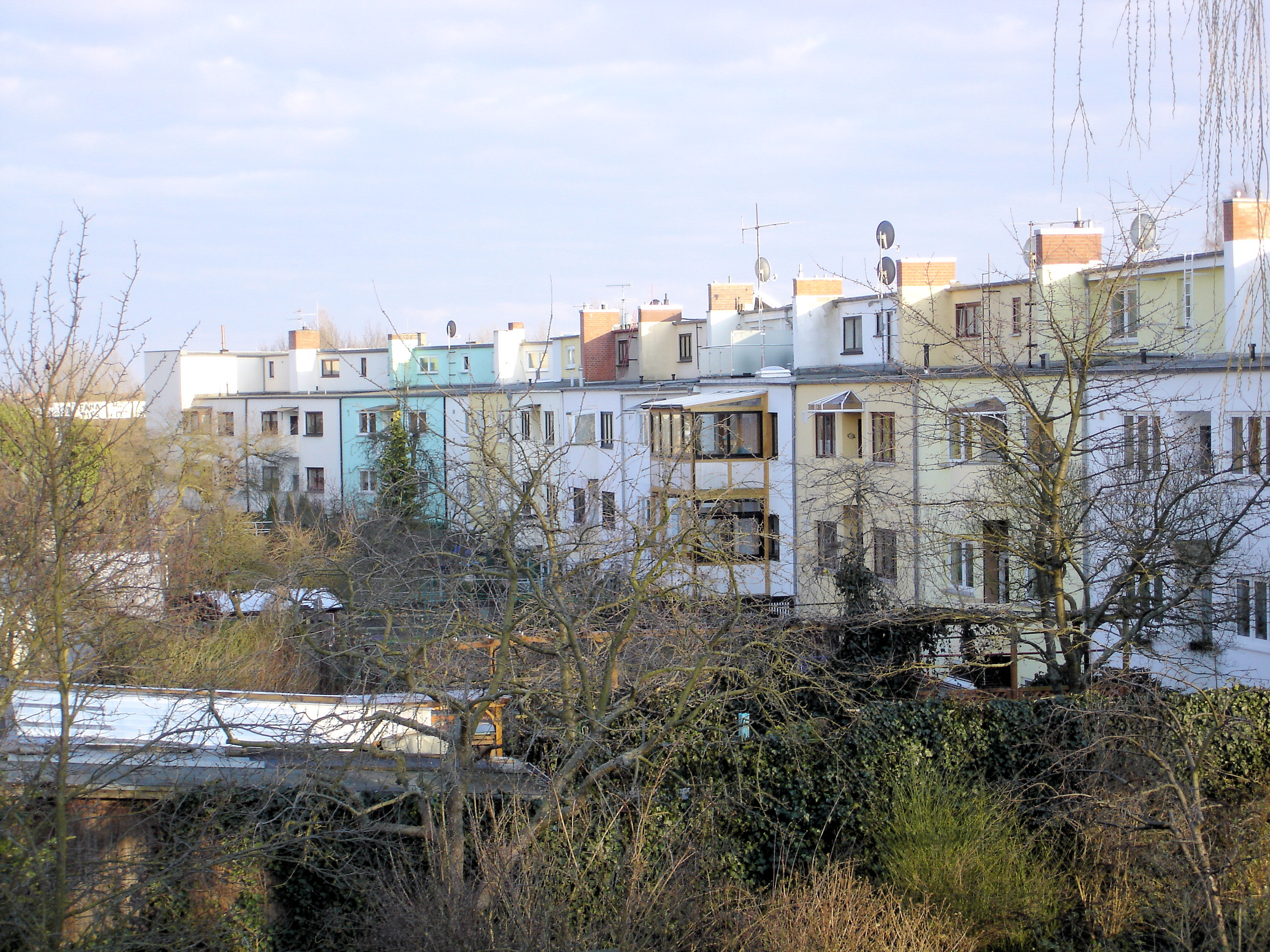
Nordseite

Die Kosegartensiedlung in Rostock ist eine denkmalgeschützte Siedlung im Ortsteil Hansaviertel. Sie wurde 1928 bis 1930 im Stil des Neuen Bauens und der Neuen Sachlichkeit nach Plänen des Architekten Walter Butzek errichtet.
Nachdem auf der 1927 vom Deutschen Werkbund initiierten Ausstellung „Die Wohnung“ die Stuttgarter Weißenhofsiedlung starke Beachtung gefunden hatte, nahm Walter Butzek diese Anregungen auf, um seinen Auftrag zu erfüllen, für Kriegsversehrte des Ersten Weltkriegs schlichte und kostengünstige Wohnungen zu schaffen.
In einem geschlossenen dreieckigen Grundriss, der durch die Gestalt des Baugrundstücks zwischen den Bahnstrecken Rostock–Warnemünde und Rostock–Wismar sowie der Hundertmännerstraße vorgegeben war, konzipierte er eine Siedlung aus dreigeschossigen, streng quaderförmigen und wohlproportionierten Gebäuden. Das Verhältnis zwischen Höhe und Breite der einzelnen Häuser entspricht annähernd dem Goldenen Schnitt. Butzek verwendete einen einheitlichen Haustyp mit Flachdach, das mit der Fassade bündig abschließt. Diese Gestaltung sowie die Verwendung von schlichten, standardisierten Fenstern und Türen unterstreichen die horizontale Linienführung. Verstärkt wird die Wirkung durch die Anordnung und die Form der Fenster. In jedem Haus sind vier Fenster, jeweils paarweise angeordnet und dreigliedrig unterteilt.
Der ursprüngliche Eindruck ist heute nicht mehr erhalten, obwohl die Fassaden 1984 unter Denkmalschutz gestellt wurden. Durch das Anbringen von Wärmedämmung, Farbänderung der Häusersockel und Farb- und Strukturänderungen der Gebäudefassaden erfolgte eine Anpassung an den heutigen Geschmack. Butzek hatte ausnahmslos einen glatten, hellen Putz mit konträren dunkelbraunen Fenstern und Türen verwendet.